# Antón Hurtado
Antonio Antón Hurtado (Pamplona, Navarra; 1946) es un pintor, dibujante y escultor español. Desde 1992, ha participado en numerosas exposiciones escultóricas y de pintura, tanto individuales como colectivas, y ha recibido premios locales, nacionales e internacionales por sus obras. 

## Biografía
Antón Hurtado nació y se crio en Pamplona, Navarra. Se licenció en Bellas Artes por la Escuela de Bellas Artes de la Universidad del País Vasco, en Bilbao, entre 1970 y 1972. 
Desde 1990 es socio de Euskal Akuarelarien Elkartea - Agrupación Vasca de Acuarelistas, en cuya academia también ha impartido cursillos junto a otros artistas prestigiosos de la agrupación.
Ha participado en numerosas exposiciones escultóricas y de pintura, tanto individuales como colectivas, y ha recibido premios locales, nacionales e internacionales por sus obras. Su primera exposición fue en 1992 en la Galería de Arte Torres de Bilbao. Ese mismo año ganó la Medalla de Honor en el VII Premio BMW de Pintura y el I Premio Nacional de Acuarela, en Madrid. Desde entonces ha participado en más de cincuenta exposiciones.

## Obra

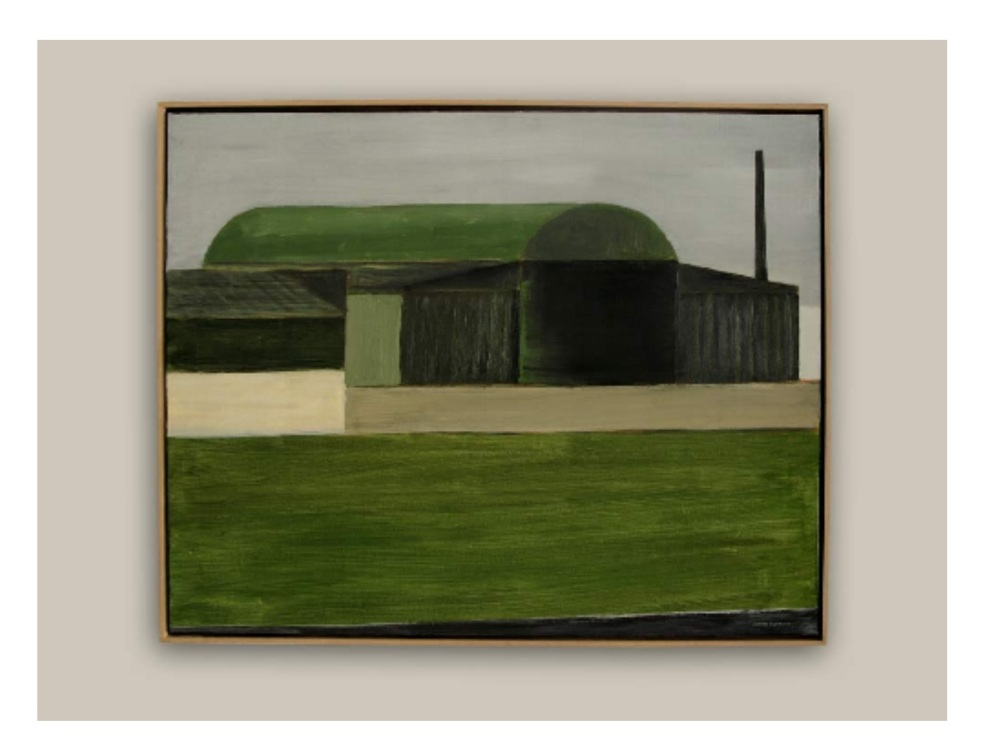
Pabellón verde (2008)

Su trabajo puede agruparse en tres disciplinas: acuarela, pintura y escultura. Sus creaciones son de carácter expresionista y existencial. En sus obras se aprecia el dominio de las técnicas gráficas y pictóricas. Utiliza la acuarela vivamente en la representación del paisaje natural, mientras que la pintura es para Antón Hurtado un espacio de más recogimiento, producto del trabajo y la reflexión del estudio y del día a día. El realismo se aprecia en sus pinturas mientras que el resto de creaciones y esculturas son de corte abstracto y más conceptuales. La experimentación es el método que utiliza en la escultura. Comenzó realizando simples objetos o bodegones hasta convertir sus obras escultóricas en metapinturas con entidad en sí mismas y con gran capacidad evocadora.

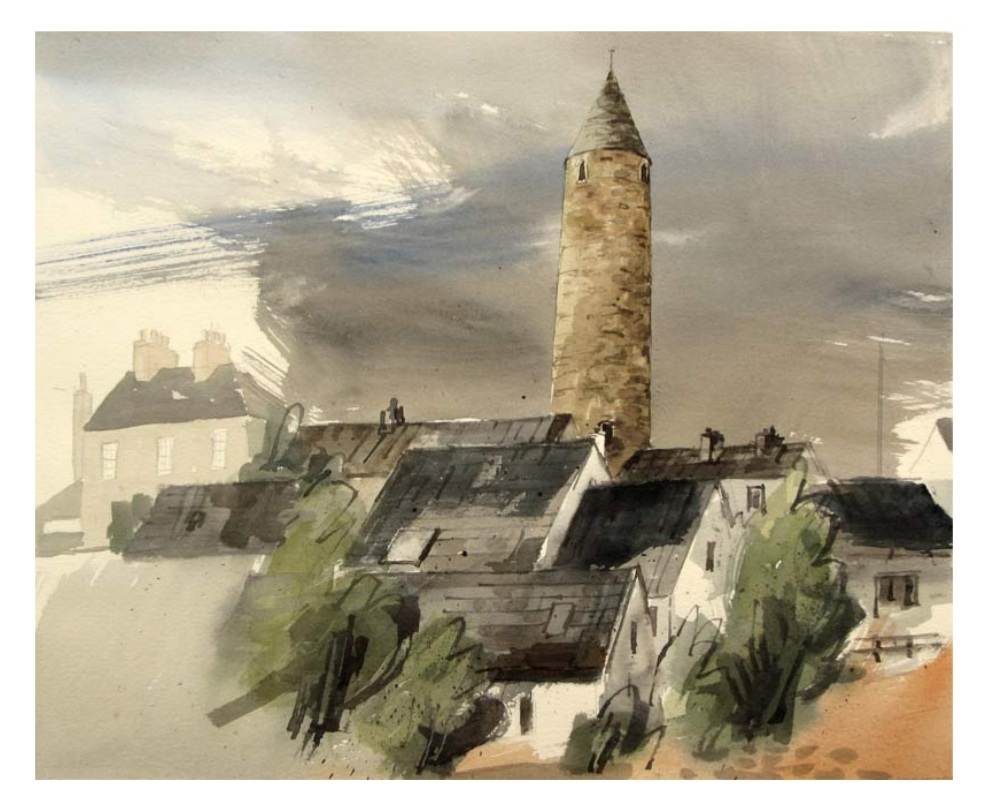
Killala, Irlanda (2007)

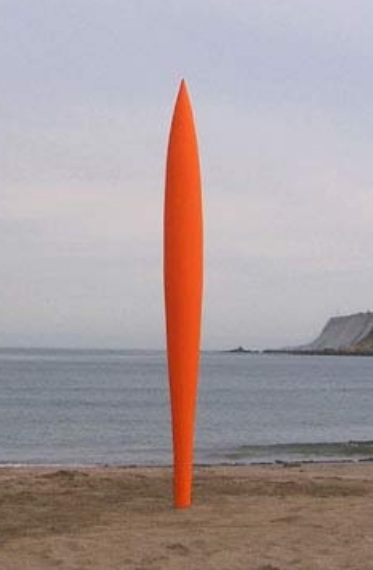
El menhir de levante (2005)

En cuanto al tema de su obra artística, el paisaje, las naturalezas muertas y la geometría conforman su particular bestiario. Tanto en la escultura como en la pintura hay siempre una alusión constante al paisaje y la figura humana. Según el tipo de técnica que emplea se adentra más en un territorio o en otro.
En los últimos años también se ha dedicado a participar en la edición de libros cuyos protagonistas son sus exposiciones, como Paisajes de la Expresión y Caminando a Santiago, creados en colaboración con instituciones como el Ayuntamiento de Pamplona, la Galería de Arte Santiago Casar y el Museo Gustavo de Maeztu entre otras. Estas obras escritas se encuentran en la sede de la Biblioteca Nacional de España.

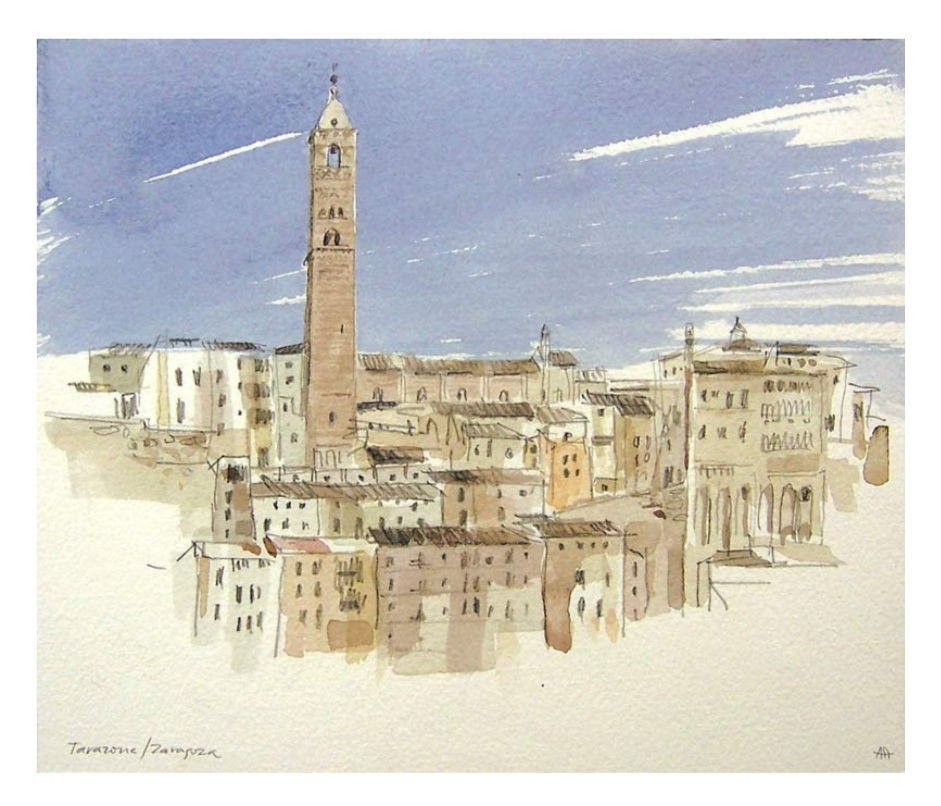
Tarazona, Zaragoza (2006)

En la actualidad, la obra de Antón Hurtado muestra una importante preocupación por la relación de los objetos y las formas, por la síntesis de la realidad y su representación a través de ejercicios simples de poética metafísica.

## Premios
- Medalla de Honor VII Premio BMW de Pintura, Madrid (1992)
- 1º Premio Nacional de Acuarela, Madrid (1992)
- Mención de Honor XXI Certamen Nacional de Pintura Caja Madrid, Madrid (1993)
- Medalla de Honor IX Premio BMW de Pintura, Madrid (1994)
- Finalista 35 Premio Nacional de Pintura Caja San Fernando, Sevilla (1994)
- 2º premio Ciudad de Tudela de Pintura, Tudela (1994)
- Mención de Honor XVII Salón de Otoño de Plasencia (1995)
- Adquisición obra IV Certamen de Pintura UCLM (1999)
- 2º Premio VII Certamen Iberdrola, Toledo (2000)
- Medalla de Honor II Premio Nacional de Pintura Parlamento de La Rioja, Logroño (2002)
- Premio Adquisición XIX Premio L’OREAL de Arte Contemporáneo, Madrid (2003)
- Adquisición Obra Premio de Pintura Museo Gustavo de Maeztu, Estella (2003)
- Premio Adquisición Museo de Arte Contemporáneo Unión FENOSA, La Coruña (2004)[7]
- Beca Residencia. The Ballinglen Arts Foundation. Ballycastle, Country Mayo. Irlanda.[3]